# Roberto Bombardi
Roberto Bombardi (Genova, 27 agosto 1956) è un ex calciatore italiano, di ruolo difensore.

## Carriera
Cresciuto calcisticamente nella Sampdoria, riesce a trovare spazio in prima squadra nella stagione 1977-1978 dopo la retrocessione dei genovesi in serie B. Nell'ottobre del 1978 passa al Lanerossi Vicenza, ma nella stagione che vede la retrocessione in Serie B dei veneti non scende mai in campo in incontri di campionato.
Resta a Vicenza anche nelle due stagioni successive (dal 1979 al 1981), e, dopo una stagione al Modena, vi torna per la stagione 1982-1983, entrambe disputate in Serie C1.
Nel 1983 passa al Bologna che si accinge a disputare la sua prima stagione in Serie C1: viene schierato in tutti i 34 incontri di campionato contribuendo alla promozione dei felsinei, con cui disputa anche il campionato di Serie B 1984-1985.
Nel 1985-1986 torna in Serie C1 per indossare la maglia dell'Ancona
In carriera ha totalizzato complessivamente 110 presenze ed una rete in Serie B, mentre non ha mai disputato incontri in Serie A.

## Palmarès

### Club

#### Competizioni internazionali
- Coppa Anglo-Italiana: 1

Modena: 1982